# Linheraptor
Linheraptor exquisitus
Genre
Espèce
Linheraptor est un genre de petits dromæosauridés du Crétacé supérieur. Il fut nommé par Xu Xing et ses collaborateurs en 2010, et contient la seule espèce Linheraptor exquisitus. Ce dinosaure mesurait moins de deux mètres de long et a été trouvé en Mongolie-Intérieure. Il est connu à partir d'un seul squelette, presque complet.

## Découverte

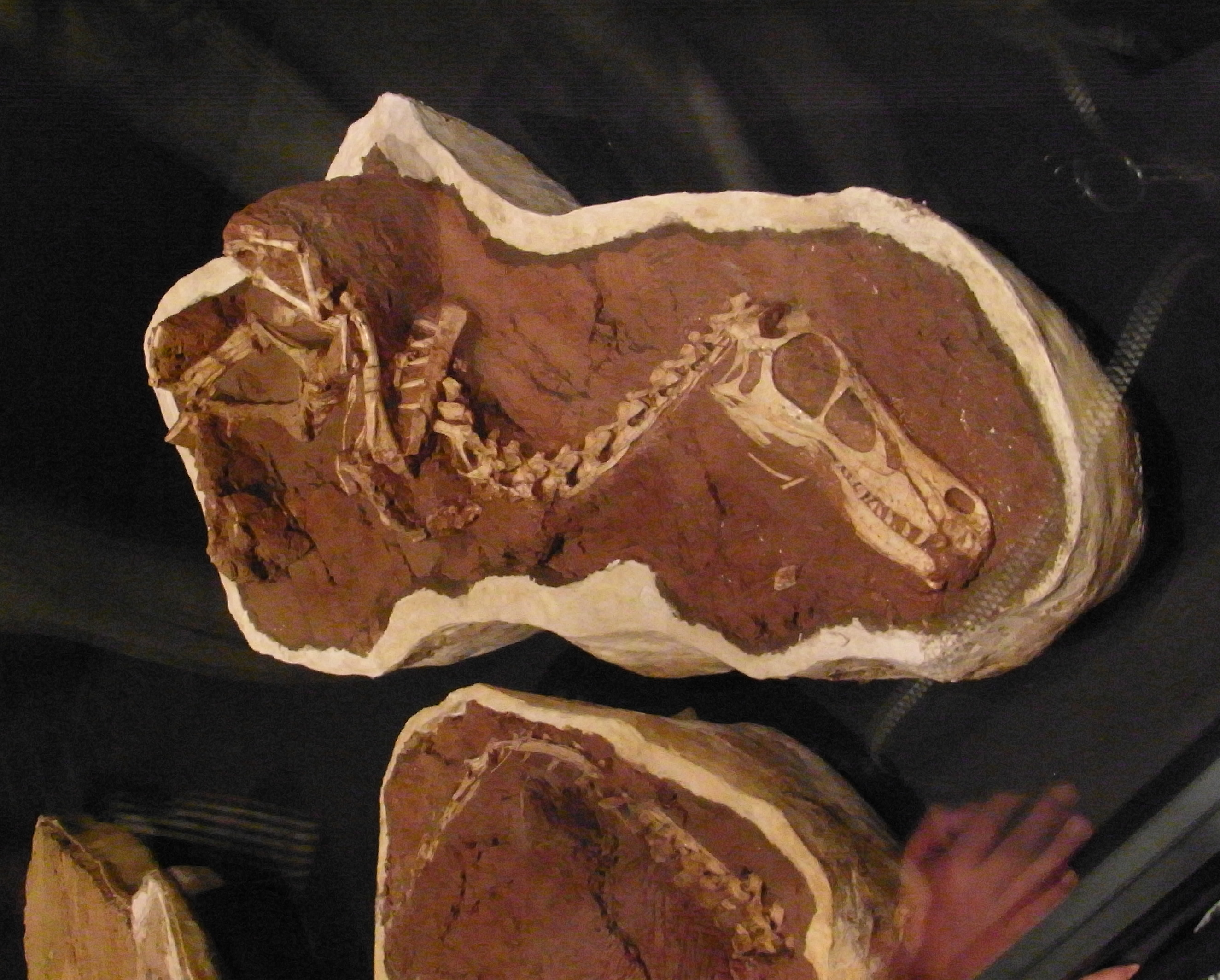
Holotype de Linharaptor exquistus (IVPP V 16923).

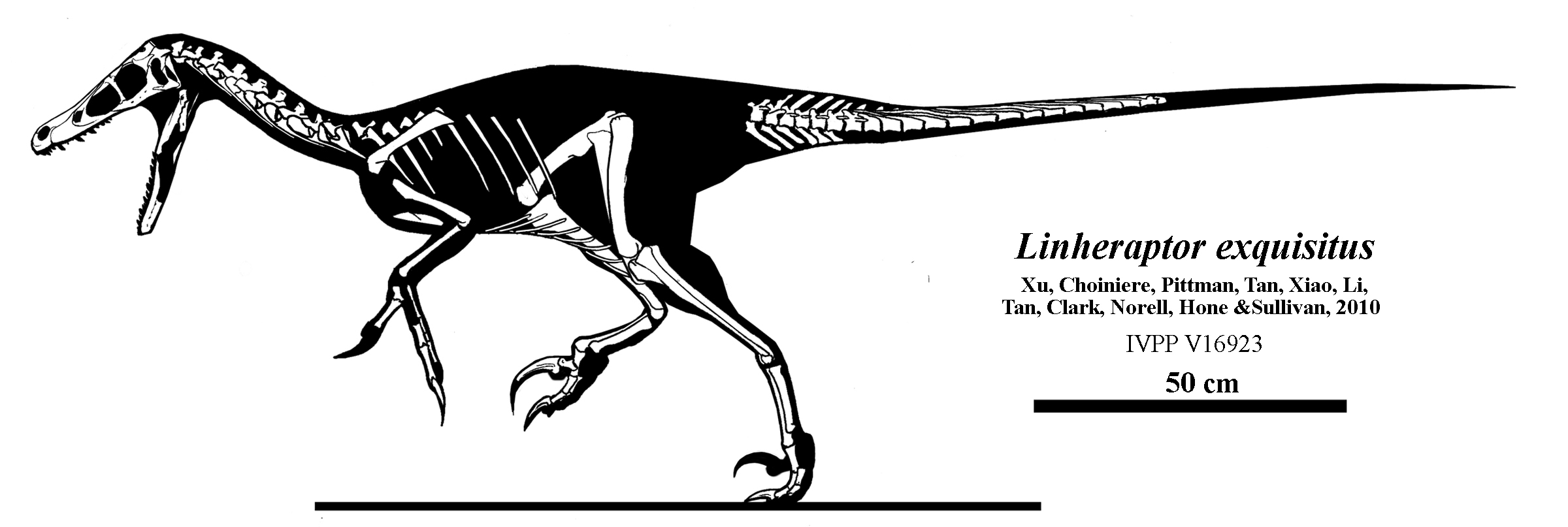
Reconstitution du squelette à partir du spécimen IVPP V16923.

Ce genre a été nommé à partir de la découverte, en 2008, d'un squelette fossilisé presque complet, trouvé en Mongolie-Intérieure (Chine) par Jonah Choiniere et Michael D. Pittman. Le spécimen a été dégagé d'une falaise d'où il affleurait dans la formation de Bayan Mandahu, à peu près équivalente de la formation de Djadokhta en Mongolie, datée du Campanien. La formation de Djadokhta a livré les taxons Tsaagan et Velociraptor, deux genres apparentés. Le spécimen holotype de Linheraptor, articulé et non comprimé, est un des très rares squelettes quasi complets de dinosaures dromaeosauridés qu'on ait jamais retrouvé. Le nom du genre se réfère au district de Linhe, la région de Mongolie-Intérieure où le spécimen a été découvert, tandis que le nom spécifique, exquisitus, renvoie à l'holotype, particulièrement bien conservé (IVPP V 16923).

## Description

Crâne de Linheraptor.

C'était un petit dromæosauridé qui mesurait 1,8 m de longueur et pesait jusqu'à environ 25 kilogrammes. Grâce à sa petite taille, Linheraptor devait être un prédateur rapide et agile, se nourrissant probablement de petits cératopsiens.  Comme tous les dromæosauridés, il avait un crâne allongé, un cou courbé, une grande griffe au gros orteil et une longue queue. Linheraptor était bipède et carnivore. Les griffes du gros orteil devaient servir à la capture des proies.

## Classification
Par rapport aux taxons les plus proches, Le genre Linheraptor est considéré comme particulièrement proche de Tsaagan mangas. Les genres Linheraptor et Tsaagan sont des intermédiaires entre les dromaeosauridés primitifs et dérivés. L'un et l'autre partagent plusieurs détails du crâne, comme une large fenêtre maxillaire (une ouverture dans le maxillaire, un os de la mâchoire supérieure), et il leur manque plusieurs caractères typiques des dromaeosauridés plus évolués comme Velociraptor. Phil Senter, dans une étude publiée en 2011 et Alan Turner, Peter J. Makovicky et Mark Norell en 2012 ont fait valoir que Linheraptor exquisitus est peut-être un synonyme récent de Tsaagan mangas,.
En 2020, Steven E. Jasinski et al. valident le nom de Linheraptor et le classent parmi les Velociraptorinae,.